# Spastik Children
Spastik Children war eine zwischen 1985 und 1990 bestehende US-amerikanische Heavy-Metal-Band, eine Art Supergroup. Die Gründungsmitglieder waren Fred Cotton, James McDaniel und Rich "Jumbo" Sielert. Schlagzeuger Sielert wurde später durch James Hetfield, dem Frontmann der Band Metallica an diesem Instrument ersetzt. Weitere Mitglieder der Band waren Cliff Burton, Kirk Hammett, und später Jason Newsted, allesamt (ehemalige) Mitglieder von Metallica.
Einige Male trat auch Jim Martin, ehemaliger Gitarrist der Band Faith No More, ein Freund von Hetfield und Burton zusammen mit der Band auf.
Spastik Children bot als Hobby-Band in erster Linie den Mitgliedern von Metallica die Möglichkeit, mit anderen Musikern zusammen zu spielen und sich weniger ernsthaften Texten und Stücken zu widmen. Die Band, die vor ihren Auftritten nur selten bis gar nicht probte, veröffentlichte während ihres Bestehens kein Album, nahm lediglich im Jahr 1986 ein Demo auf. Es handelte sich ausschließlich um eine Live-Band, die in kleinen Clubs und Bars in Nordkalifornien auftrat.

## Bekannte Mitglieder
- Fred Cotton – Gesang (Mitglied von Pillage Sunday)
- James McDaniel – Gitarre (Mitglied von Pillage Sunday)
- Rich Sielert – Schlagzeug (Mitglied von Pillage Sunday)
- James Hetfield – Schlagzeug, Gesang (Mitglied von Metallica)
- Cliff Burton – Bass, Gesang (ehemaliges Mitglied von Metallica, 1986 verstorben)
- Kirk Hammett – Bass (Mitglied von Metallica)
- Jason Newsted – Bass, Gesang (ehemaliges Mitglied von Metallica)
- Paul Baloff – Gesang (ehemaliges Mitglied von Exodus und Piranha, 2002 verstorben)
- Gary Holt – Gitarre (Mitglied von Exodus)
- Jim Martin – Bass, Gesang (ehemaliges Mitglied von Faith No More)
- Doug Piercy – Gitarre (ehemaliges Mitglied von Heathen)